# Fællesforfatningen
Fællesforfatningen, Oktoberforfatningen eller helstatsforfatningen af 2. oktober 1855 var en fælles forfatning for Danmark og hertugdømmerne Slesvig, Holsten og Lauenborg. Forfatningen var et led i helstatspolitikken efter Treårskrigen. Det var et forsøg på at finde en position mellem ønsket om den monarkiske helstats beståen, pres fra de europæiske stormagter, og en fri forfatning med konstitutionelt monarki.
Fællesforfatningen indførte et fælles rigsråd for kongeriget og de tre hertugdømmer Slesvig, Holsten og Lauenborg bestående af 20 kongevalgte medlemmer, 30 valgt af rigsdagen og stænderforsamlingerne og 30 valgt ved direkte valg. Forfatningen bekræftede den privilegerede valgret med den konsekvens, at den tysksindede overklasse fik flertallet i stænderforsamlingen i Sønderjylland.
Den holstenske stænderforsamling forkastede forfatningen for Holsten. Lauenborgerne anerkendte heller ikke forfatningen og appellerede til den tyske forbundsdag (Holsten og Lauenborg var medlemmer af det tyske forbund). I 1858 ophævede det tyske forbund fællesforfatningen for Holstens og Lauenborgs vedkommende. I Slesvig eller Sønderjylland afløstes fællesforfatningen først af den nationalliberale novemberforfatning den 18. november 1863.
Før tredje behandling af grundlovsudkastet havde et femtenmandsudvalg den 4. februar et møde med regeringen. Udvalget bestod af C.C. Alberti, Ulrich Ludwig Hans von Brockdorff, Frederik Frølund, C.C. Hall, J.A. Hansen, H.H. Kayser, J.C. Lindberg, D.G. Monrad, L.M. von Müllen, Mathias Hans Rosenørn, Christian Schroll, Laurids Schøler, A.F. Tscherning, Julius Wilkens og Geert Winther.